# Andries Bekker
Pas d'image ? Cliquez ici

a Compétitions nationales et continentales officielles uniquement.

b Matchs officiels uniquement.
Dernière mise à jour le 7 mars 2018.
Andries (Dries) Bekker, né le 5 décembre 1983 à Goodwood (Afrique du Sud), est un joueur sud-africain de rugby à XV qui joue avec l'équipe d'Afrique du Sud au poste de deuxième ligne.

## Carrière

### En club/franchise
Il fait son premier match professionnel en 2004 avec la Western Province lors du match de Currie Cup contre les Boland Cavaliers. Il fait son apparition au sein de la franchise des Stormers dans le Super 14 l'année suivante lors du match contre les néo-zélandais des Highlanders.
En 2013, il rejoint le club japonais des Kobelco Steelers en Top League. 
À la fin de la saison 2015-2016 de Top League, il est retenu dans l'équipe type de la compétition.
Il prend sa retraite en janvier 2018 après cinq saisons dans le championnat japonais.

### En équipe nationale
Il effectue son premier test match avec les Springboks le 7 juin 2008. Bekker dispute le Tri-nations 2008 au poste de deuxième ligne où il se trouve en concurrence avec Bakkies Botha et Victor Matfield.
- 29 sélections
- 5 points (1 essai)
- Nombre de sélections par année : 13 en 2008, 8 en 2009, 3 en 2010 et 5 en 2012.

## Palmarès

### En sélection nationale
- Afrique du Sud
  - Vainqueur du Tri-nations en 2009.

### Distinctions personnelles
- Membre de l'équipe type du Championnat du Japon en 2016